# Мікаела Майєр
Мікаела Джослін Майєр (народилася 4 липня 1990 року) — американська боксерка-професіонал . Вона є об'єднаною чемпіонкою світу в напівлегкій вазі, з 2020 року має титул WBO серед жінок і з листопада 2021 року за версією IBF . Як аматор вона виграла бронзову медаль на чемпіонаті світу 2012 року та виступала за збірну США на Олімпіаді 2016 року. Станом на лютий 2021 року BoxRec визначив її як другу у світі найкращу активну жінку в напівлегкій вазі та третє за версією The Ring , а також десяту найкращу активну жіночку, незалежно від вагової категорії, за версією The Ring. 

## Аматорська кар'єра
Майєр виступала на міжнародних змаганнях у складі збірної США у категорії до 60 кг на літніх Олімпійських іграх у Ріо-2016. Вона перемогла Дженніфер Чіенг у 16-му раунді, а в чвертьфіналі її вибила росіянка Анастасія Бєлякова, за рішенням суддів.

### Аматорські відзнаки
- Відбірковий турнір AIBA Americas 2016: золотий призер у легкій вазі 60 кг (132 фунти)
- Чемпіон Олімпійських ігор 2016 року
- Національний чемпіон США з боксу 2015 року 60 кг (132 фунти)
- Національний чемпіон США з боксу 2014 року 60 кг (132 фунти)
- Чемпіонат світу з боксу серед жінок 2012 : бронзовий призер у напівсередній вазі 64 кг (141 фунти)
- Континентальний чемпіонат AMBC 2012: золотий призер 64 кг (141 фунти)
- Національний чемпіон США з боксу 2012 року 64 кг (141 фунти)
- Олімпійські командні випробування США 2012: 60-е місце, що зайняв друге місце кг (132 фунти)
- Національні золоті рукавички 2011: Чемпіон 60 кг (132 фунти)

Після підписання контракту з Top Rank Майєр дебютувала в серпні 2017 року. Вона перемогла Віднеллі Фігероа нокаутом в першому раунді.

## Таблиця боїв
| №  | Результат | Рекорд | Суперник                 | Тип | Раунд, час   | Дата             | Місце проведення                                    | Примітки |
| -- | --------- | ------ | ------------------------ | --- | ------------ | ---------------- | --------------------------------------------------- | --- |
| 17 | Перемога  | 17–0   | Дженніфер Хан            | UD  | 10           | 9 квітня 2022    | OC Fair & Event Center, Коста-Меса, Каліфорнія, США | Захистила титули чемпіона WBO, IBF, The Ring в другій напівлегкій вазі серед жінок                                                           |
| 16 | Перемога  | 16–0   | Майва Хамадуш            | UD  | 10           | 5 листопада 2021 | Virgin Hotels Las Vegas, Лас-Вегас, США             | Захистила титул чемпіона WBO в другій напівлегкій вазі серед жінок; Здобула титул чемпіона IBF та перший титул чемпіона від журналу The Ring |
| 15 | Перемога  | 15–0   | Еріка Фаріас             | UD  | 10           | 19 червня 2021   | Virgin Hotels Las Vegas, Парадайз, Невада, США      | Захистила титул чемпіона WBO в другій напівлегкій вазі серед жінок                                                                           |
| 14 | Перемога  | 14–0   | Єва Бродницька           | UD  | 10           | 31 жовтня 2020   | MGM Grand Conference Center, Парадайз, Невада, США  | Здобула вакантний титул чемпіона WBO в другій напівлегкій вазі серед жінок                                                                   |
| 13 | Перемога  | 13–0   | Хелен Джозеф             | UD  | 10           | 14 червня 2020   | MGM Grand Conference Center, Парадайз, Невада, США  | |
| 12 | Перемога  | 12–0   | Алехандра Соледад Замора | RTD | 6 (10), 2:00 | 26 жовтня 2019   | Reno-Sparks Convention Center, Ріно, Невада, США    | Захистила титул чемпіона WBC-NABF в другій напівлегкій вазі серед жінок                                                                      |
| 11 | Перемога  | 11–0   | Лізбет Креспо            | UD  | 10           | 15 червня 2019   | MGM Grand Garden Arena, Парадайз, Невада, США       | |
| 10 | Перемога  | 10–0   | Ярелі Ларіос             | UD  | 8            | 15 лютого 2019   | Grand Casino, Гінклі, Міннесота, США                | Захистила титул чемпіона WBC-NABF в другій напівлегкій вазі серед жінок                                                                      |
| 9  | Перемога  | 9–0    | Каліста Сільгадо         | UD  | 8            | 14 грудня 2018   | American Bank Center, Корпус-Крісті, Техас, США     | Захистила титул чемпіона WBC-NABF в другій напівлегкій вазі серед жінок                                                                      |
| 8  | Перемога  | 8–0    | Ванесса Бредфорд         | UD  | 8            | 13 жовтня 2018   | CHI Health Center, Омаха, Небраска, США             | Здобула титул чемпіона WBC-NABF в другій напівлегкій вазі серед жінок                                                                        |
| 7  | Перемога  | 7–0    | Едіна Кісс               | TKO | 3 (6), 2:00  | 25 серпня 2018   | Джіла Рівер Арена, Глендейл, Аризона, США           | |
| 6  | Перемога  | 6–0    | Шина Фламанд             | UD  | 6            | 30 червня 2018   | Chesapeake Energy Arena, Оклахома-Сіті, США         | |
| 5  | Перемога  | 5–0    | Бейбі Нансен             | UD  | 6            | 12 травня 2018   | Медісон-сквер-гарден, Нью-Йорк, США                 | |
| 4  | Перемога  | 4–0    | Марія Семерцоглу         | KO  | 1 (4), 0:35  | 10 березня 2018  | СтабХаб Центр, Карсон, Каліфорнія, США              | |
| 3  | Перемога  | 3–0    | Нідія Фелісіано          | MD  | 4            | 9 грудня 2017    | The Theater at Madison Square Garden, Нью-Йорк, США | |
| 2  | Перемога  | 2–0    | Еллісон Мартінес         | TKO | 3 (4), 0:39  | 22 вересня 2017  | Convention Center, Тусон, Аризона, США              | |
| 1  | Перемога  | 1–0    | Віднеллі Фігероа         | KO  | 1 (4), 1:15  | 5 серпня 2017    | Microsoft Theater, Лос-Анджелес, США                | |

## Особисте життя
У період з 2003 по 2005 рік Майєр грала на бас-гітарі в хеві-метал-гурті Lia-Fail; до складу гурту входила Ніта Штраус.

## Інші джерела
- Kevin, Baxter (15 жовтня 2011). Mikaela Mayer hopes to rebound at Olympic boxing trials. Los Angeles Times. (англ.)
- Kohn, Jody (27 червня 2013). Mikaela Mayer discusses Golden Gloves, her future, more. Pro Boxing Insider. (англ.)